# Joël Matip
Joël Matip (ur. 8 sierpnia 1991 w Bochum) – kameruński piłkarz niemieckiego pochodzenia, który występował na pozycji obrońcy. W latach 2010-2015 reprezentant Kamerunu. Uczestnik Mistrzostw Świata 2010 oraz 2014. Wychowanek niemieckiego Schalke 04, w swojej karierze występował również w angielskim Liverpoolu. Zwycięzca Ligi Mistrzów UEFA 2018/19.

## Kariera klubowa
Karierę rozpoczynał od zespołów Weitmar 45 i VfL Bochum. Do szkółki FC Schalke 04 Matip trafił w 2000 roku w wieku dziewięciu lat. W pierwszym zespole zadebiutował w listopadzie 2009 roku w spotkaniu z Bayernem – w meczu tym zdobył dającą remis bramkę. W 2010 roku zajął z „Die Königsblauen” drugie miejsce w Bundeslidze, zaś rok później wywalczył Puchar Niemiec, docierając również do półfinału Ligi Mistrzów.
W lutym 2016 roku niemiecki klub poinformował, że zawodnik postanowił nie przedłużać wygasającego z końcem sezonu kontraktu. Potwierdzono także, że na mocy prawa Bosmana Kameruńczyk porozumiał się z angielskim Liverpool F.C.

## Kariera reprezentacyjna
Urodzony w Niemczech zawodnik otrzymał od selekcjonera Paula Le Guena powołanie do reprezentacji Kamerunu na Puchar Narodów Afryki 2010. W turnieju nie wziął jednak udziału, gdyż do tego czasu nie uzyskał potwierdzenia kameruńskiego obywatelstwa. Formalności udało się sfinalizować w lutym, a Joël zadebiutował w zespole „Nieposkromionych Lwów” w towarzyskim meczu z Włochami rozegranym w marcu 2010 roku. Następnie uczestniczył w Mundialach w Południowej Afryce (2010, jeden mecz) i Brazylii (2014, dwa mecze, jedna bramka).

## Statystyki kariery
Aktualne na dzień 26 stycznia 2020 r.
| 2008/09            | FC Schalke 04      | Bundesliga         | 0   | 0  | 0  | 0 | — | — | 0  | 0 | — | — | 0   | 0  |
| 2009/10            | Schalke 04 II      | Regionalliga       | 3   | 1  | 2  | 0 | — | — | —  | — | — | — | 25  | 4  |
| 2009/10            | FC Schalke 04      | Bundesliga         | 20  | 3  | 2  | 0 | — | — | —  | — | — | — | 25  | 4  |
| 2010/11            | FC Schalke 04      | Bundesliga         | 26  | 0  | 4  | 0 | — | — | 11 | 1 | 1 | 0 | 43  | 1  |
| 2010/11            | Schalke 04 II      | Regionalliga       | 1   | 0  | 4  | 0 | — | — | 11 | 1 | 1 | 0 | 43  | 1  |
| 2011/12            | FC Schalke 04      | Bundesliga         | 30  | 3  | 3  | 1 | — | — | 13 | 1 | 1 | 0 | 47  | 5  |
| 2012/13            | FC Schalke 04      | Bundesliga         | 32  | 3  | 1  | 0 | — | — | 6  |   | — | — | 39  | 3  |
| 2013/14            | FC Schalke 04      | Bundesliga         | 31  | 3  | 3  | 0 | — | — | 8  | 1 | — | — | 42  | 4  |
| 2014/15            | FC Schalke 04      | Bundesliga         | 21  | 2  | 1  | 1 | — | — | 3  | 0 | — | — | 25  | 3  |
| 2015/16            | FC Schalke 04      | Bundesliga         | 34  | 3  | 2  | 0 | — | — | 5  | 1 | — | — | 41  | 4  |
| 2016/17            | Liverpool          | Premier League     | 29  | 1  | 0  | 0 | 3 | 0 | —  | — | — | — | 32  | 1  |
| 2017/18            | Liverpool          | Premier League     | 25  | 1  | 2  | 0 | 0 | 0 | 8  | 0 | — | — | 35  | 1  |
| 2018/19            | Liverpool          | Premier League     | 22  | 1  | 0  | 0 | 1 | 0 | 8  | 0 | — | — | 31  | 1  |
| 2019/20            | Liverpool          | Premier League     | 7   | 1  | 1  | 0 | 0 | 0 | 1  | 0 | 2 | 1 | 11  | 2  |
| Łącznie w karierze | Łącznie w karierze | Łącznie w karierze | 281 | 22 | 19 | 2 | 4 | 0 | 63 | 4 | 4 | 1 | 371 | 29 |

## Sukcesy

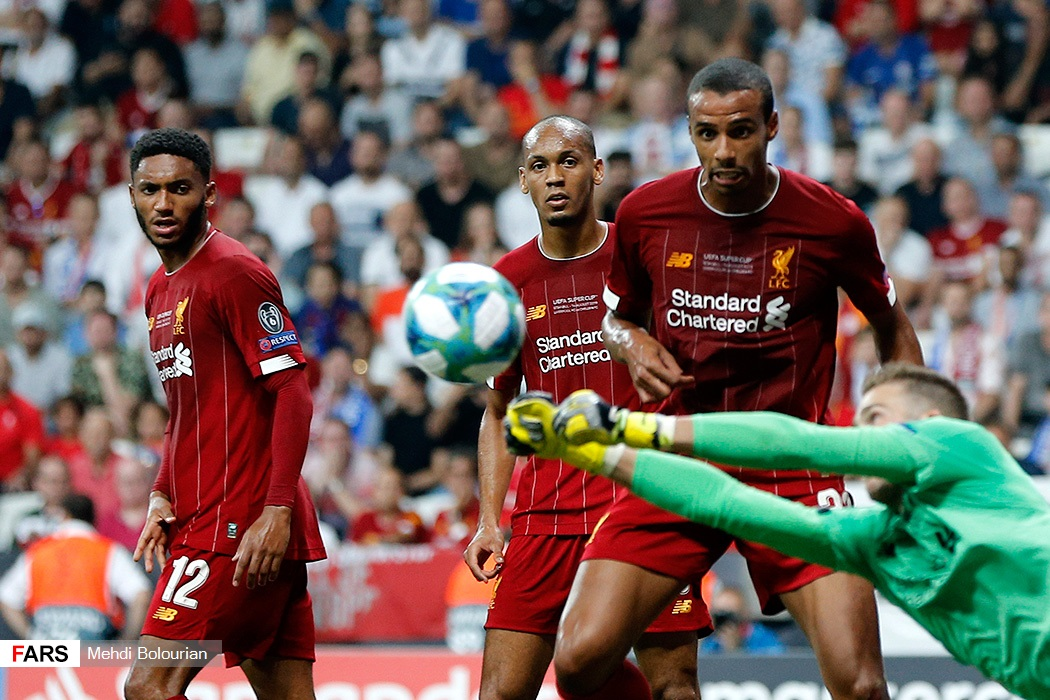
Matip (stoi pierwszy z prawej) w czasie meczu o superpuchar Europy 2019

Schalke 04
- Puchar Niemiec: 2010/2011
- Superpuchar Niemiec: 2011

Liverpool
- Mistrzostwo Anglii: 2019/20

- Liga Mistrzów UEFA: 2018/2019
- Superpuchar Europy UEFA: 2019

## Życie osobiste
Z tą samą dyscypliną sportu to Joël związał się także jego starszy brat Marvin – zaliczył on nawet jeden występ w drużynie narodowej Kamerunu. Pomimo urodzenia w Niemczech i mieszanego niemiecko-kameruńskiego pochodzenia, po uzyskaniu w lutym 2010 roku obywatelstwa bracia zdecydowali się na reprezentowanie kraju pochodzenia swojego ojca. Kuzynem Joëla i Marvina jest Joseph-Désiré Job, zawodnik „Nieposkromionych Lwów” w latach 1998–2011.